# Harris (Wisconsin)
Harris è un comune degli Stati Uniti, situato in Wisconsin, nella Contea di Marquette.